# الهجمات الجوية على دمشق يوليو 2022
الهجمات الجوية على دمشق يوليو 2022 هي تلك الغارات الجوية التي وقعت في 22 يوليو/تموز عام 2022 حين استهدفت إسرائيل مواقع عسكرية بالقرب من دمشق في سوريا مما أسفر عن مقتل ثلاثة جنود سوريين، وإصابة سبعة آخرين.

## الخلفية التاريخية
كان هجوم يوليو/تموز عام 2022 واحدًا من مئات الهجمات الإسرائيلية التي شنتها القوات الجوية الإسرائيلية على أهداف إيرانية داخل سوريا منذ عام 2013، والتي زعمت إسرائيل أنها كانت تهدف لمقاومة ترسيخ الوجود الإيراني في سوريا ولمنع تسليم الأسلحة الفتاكة إلى حزب الله. جاء ذلك الهجوم بعد شهر واحد من قصف القوات الجوية الإسرائيلية لمطار دمشق الدولي والذي أدى إلى إخراجه عن الخدمة.

## ردود الأفعال
في  سوريا: بعثت وزارة الخارجية السورية برسالتين إلى الأمين العام لمنظمة الأمم المتحدة ورئيس مجلس الأمن بشأن الاعتداءات الإجرامية التي نفذتها القوات الجوية الإسرائيلية على محيط دمشق.
في  إيران: أدانت وزارة الخارجية الإيرانية الهجمات الصاروخية الإسرائيلية على محيط دمشق بشدة، وأوضحت في بيان لها أن العدوان المستمر للكيان الصهيوني وهجماته على سوريا يعد انتهاكا واضحا لسيادة الدولة السورية ووحدة أراضيها.
في  اليمن: أعربت رئاسة مجلس النواب اليمني في بيان لها عن تعازيها ومواساتها لأهالي ضحايا العدوان الصهيوني الغاشم على محيط دمشق في سوريا مؤكدة تضامنها ووقوفها ووقوف الشعب اليمني بسائر أطيافه إلى جانب سوريا برلمانًا وحكومةً وشعبًا.